# كردلر (أرومية)
كردلر هي قرية في مقاطعة أرومية، إيران. يقدر عدد سكانها بـ 786 نسمة بحسب إحصاء 2016.